# Station Gogolin
Station Gogolin is een spoorwegstation in de Poolse plaats Gogolin.